# ツバメガ科
ツバメガ科（Uraniidae）は、ガ上科に属する鱗翅目（チョウ目）の科のひとつ。

## 特徴
成虫の鼓膜器官に性的二型が見られることが本科の最も顕著な分類形質とされる。通常、鱗翅類の鼓膜器官の開口位置には性差は見られないが、本科の鼓膜器官は例外的で、♀では第2腹節腹板に、♂では第2腹節背板後方の第3腹節背板との接合部に開口する。

## 分類
本科は以下の4亜科に分けられる。亜科の和名は神保 2014-2021 に拠る。
- Auzeinae 亜科
- フタオガ亜科 Epipleminae
- ギンツバメガ亜科 Microniinae
- オオツバメガ亜科 Uraniinae

このうちフタオガ亜科はかつて独立の科であるフタオガ科 Epiplemidae として扱われていたが、Joël Minet らによる鼓膜器官の形態比較などによって本科に統合された。フタオガ科には現在はアゲハモドキガ科に分類される種が含まれていたが、こちらも Minet によりアゲハモドキガ科に再分類されている。
本科の上位分類に関してはツバメガ上科 Uranioidea を認め、本科（とフタオガ科）を含める分類体系も存在するが、現在はシャクガ上科に含めるのが一般的である。

## 形態と多様性

ニシキオオツバメガ
展翅標本. 左：表側, 右：裏側.

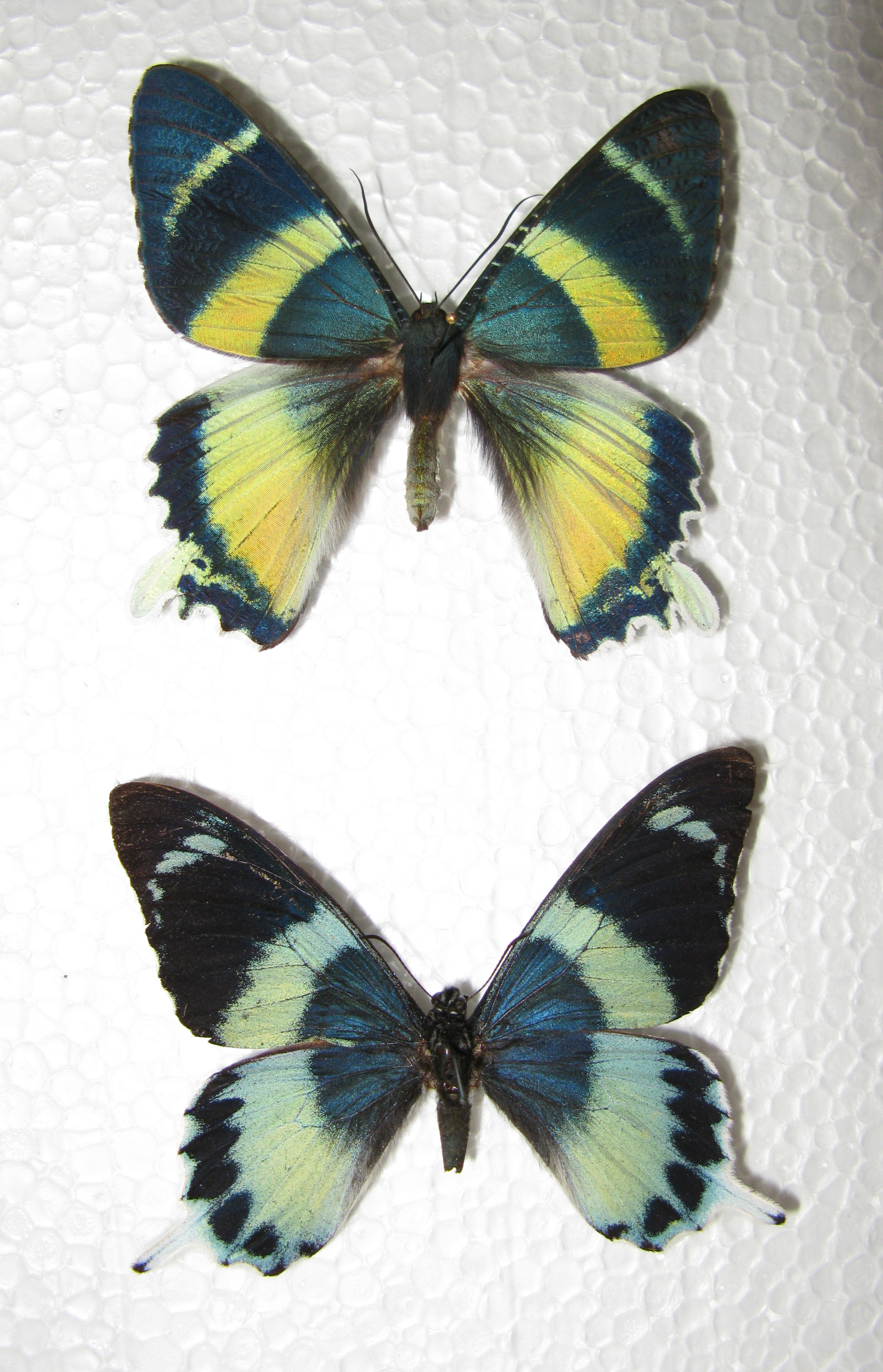
上：,
下：（アゲハチョウ科）

世界から700種ちかくが記載されている。日本からは2021年現在、フタオガ亜科23種、ギンツバメガ亜科3種、オオツバメガ亜科2種の合計28種が知られている。
成虫形態は亜科ごとに異なるが、一般に幅の広い前翅を有し、Auzeinae 亜科以外は後翅の外縁部に尖った部位をもつ種が多い。また、同上科に属するシャクガ科とは異なり、本科の幼虫は腹脚を5対有する。
オオツバメガ亜科ではとくに尾状突起が発達する種が多く、和名の由来にもなっているが、Alcides aurora など一部に尾状突起を欠く種も知られる。また、ニシキオオツバメガ Chrysiridia rhipheus をはじめとして、大型で光沢のある鮮やかな色彩の翅をもつ種がよく知られ、しばしばチョウと混同される。後述するように、鮮やかな体色は警告色として機能していると考えられており、たとえばアゲハチョウ科の Chilasa laglaizei の斑紋は、本亜科の Alcides agathyrsus に対するベイツ型擬態とされる。
フタオガ亜科は本科の中では最も種数の多いグループである。ヨーロッパの地中海周辺およびアフリカ北部、南極、ニュージーランドを除く全世界で見られるが、主として熱帯を中心に分布する。他の亜科と異なり、小型の種がほとんどを占める。

## 生態
本科の多くは夜行性や薄明薄暮性だが、オオツバメガ亜科の Alcides 属、Chrysiridia 属、Urania 属は夜間休眠をともなう強い昼行性を示し、Lyssa 属でも日中の飛行が観察されている。しかしながらこれらの属においても、夜間の人工光源への飛来や薄明薄暮性が観察される種もいる。また、周期的に発生して集団で長距離を移動する渡りを行う種も知られ、Urania 属には数百kmを移動する記録のあるものもいる。幼虫の食草はトウダイグサ科の植物に限定されており、本亜科に属する種は食草からアルカロイド系二次代謝産物を取り込み、捕食者に対する化学防御に利用していると考えられ、昼行性を示す上記3属の派手な体色は有毒であることを示す警告色であるとされる。渡りを行う種の個体群動態は食草の保有する二次代謝産物の濃度と密接に関与しており、食草由来の化学防御と、周期的な発生・移動や夜行性から昼行性への移行との関連が示唆されている。
幼虫期が既知のギンツバメガ亜科では食草がキョウチクトウ科（旧分類ではガガイモ科）の植物に限定されており、前述のオオツバメガ亜科と同様、一部の種では警告色の可能性が示されている。
フタオガ亜科の幼虫は広食性が知られており、食草としてユズリハ科植物などが知られている。フタオガ亜科には成虫が翅を巻いて折り畳む特異な静止姿勢をとるものがいることでも知られる。この特徴的な行動はよく目立つがフタオガ亜科に普遍的に見られるものではなく、また、同様の静止姿勢はシャクガ科エダシャク亜科の Apochima 属などでも知られる。

## 人との関係
オオツバメガ亜科に属する種、とくにマダガスカルに分布するニシキオオツバメガ C. rhipheus はその鮮やかな体色でよく知られ、「世界で最も美しい鱗翅類」とも呼ばれる。一方で、ジャマイカに分布し Urania 属のなかで最も美しい種とされていた U. sloanus は絶滅種であり、19世紀末から遅くとも20世紀初頭までに人間活動やハリケーンの影響で絶滅したとされる。上述のように本亜科に見られる渡りは食草と深く関わっており、熱帯雨林の開発による生息地および食草の喪失と、それに伴う渡りサイクルの破壊が本種の絶滅の要因となった可能性が考えられている。また、本亜科に見られる周期的な発生は時に大発生につながって人目を惹くことがあり、たとえば2014年にはシンガポールやマレーシアでマサキオオツバメLyssa zampa の大発生が確認され、発生した成虫が都市部の人工光源に多数飛来してニュースにも取り上げられた。
フタオガ亜科には農作物や林業に関する害虫として扱われる種が数種知られる。

## ギャラリー

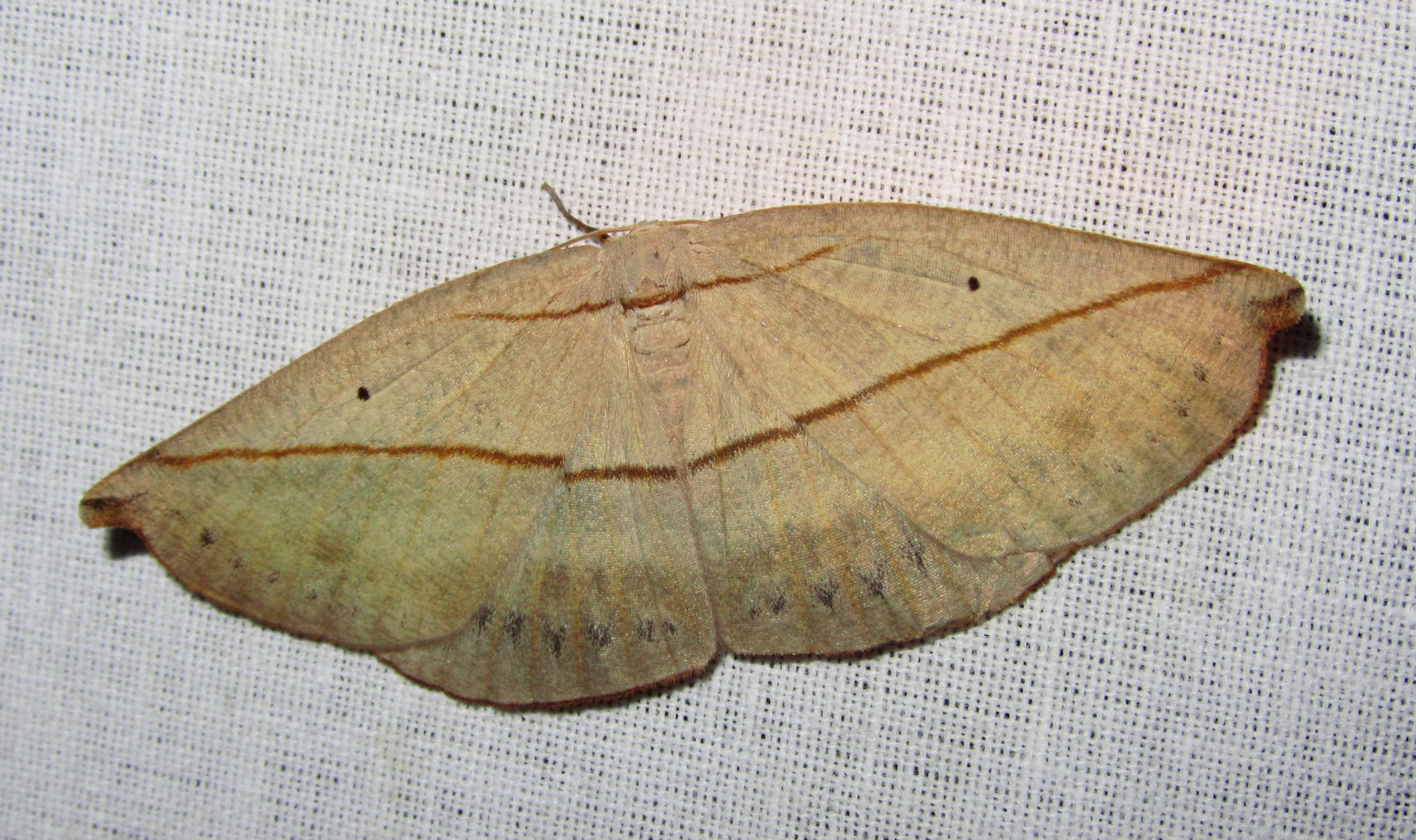
Auzea sp., インド
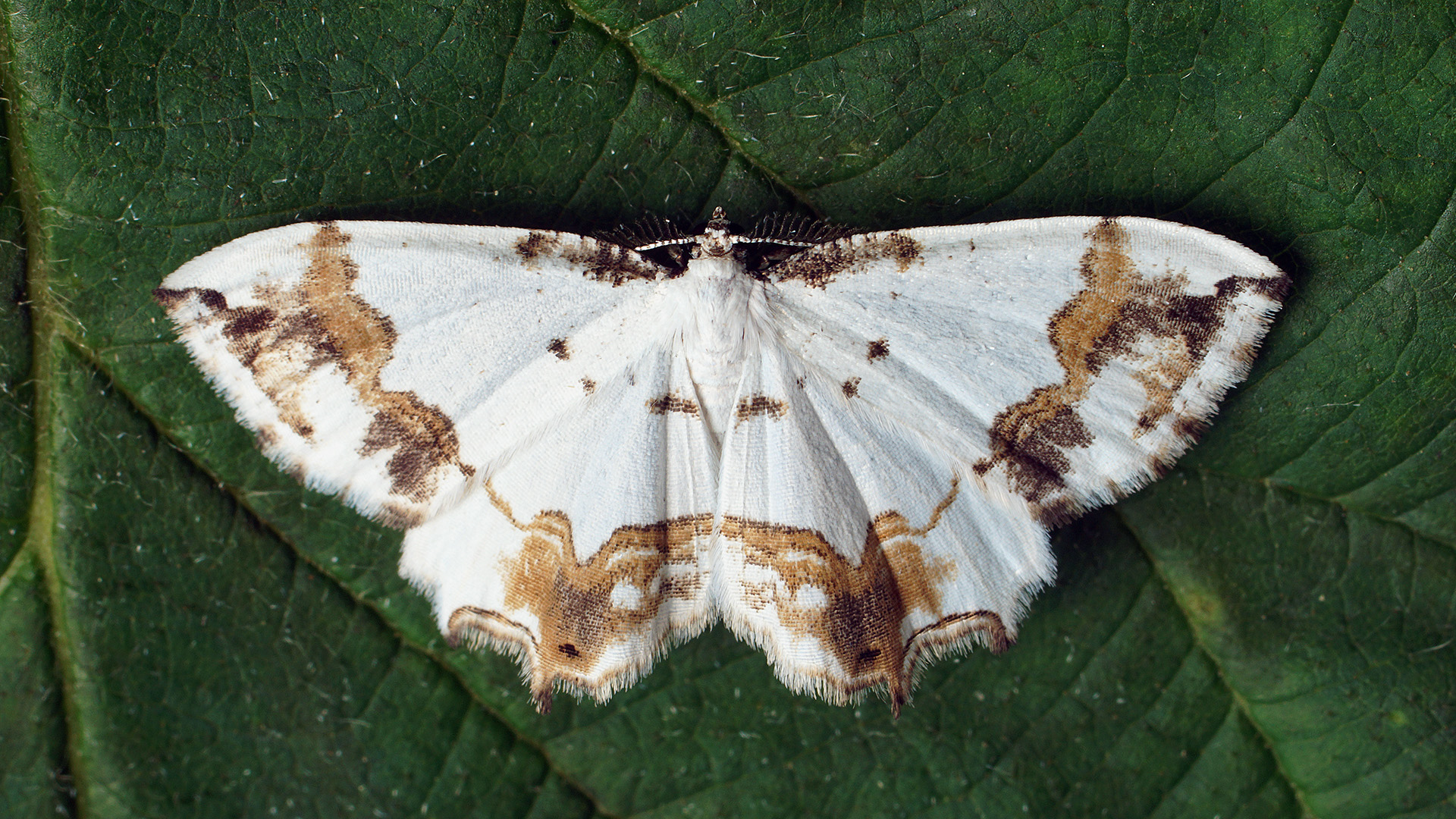
シロフタオ Eversmannia exornata, ロシア
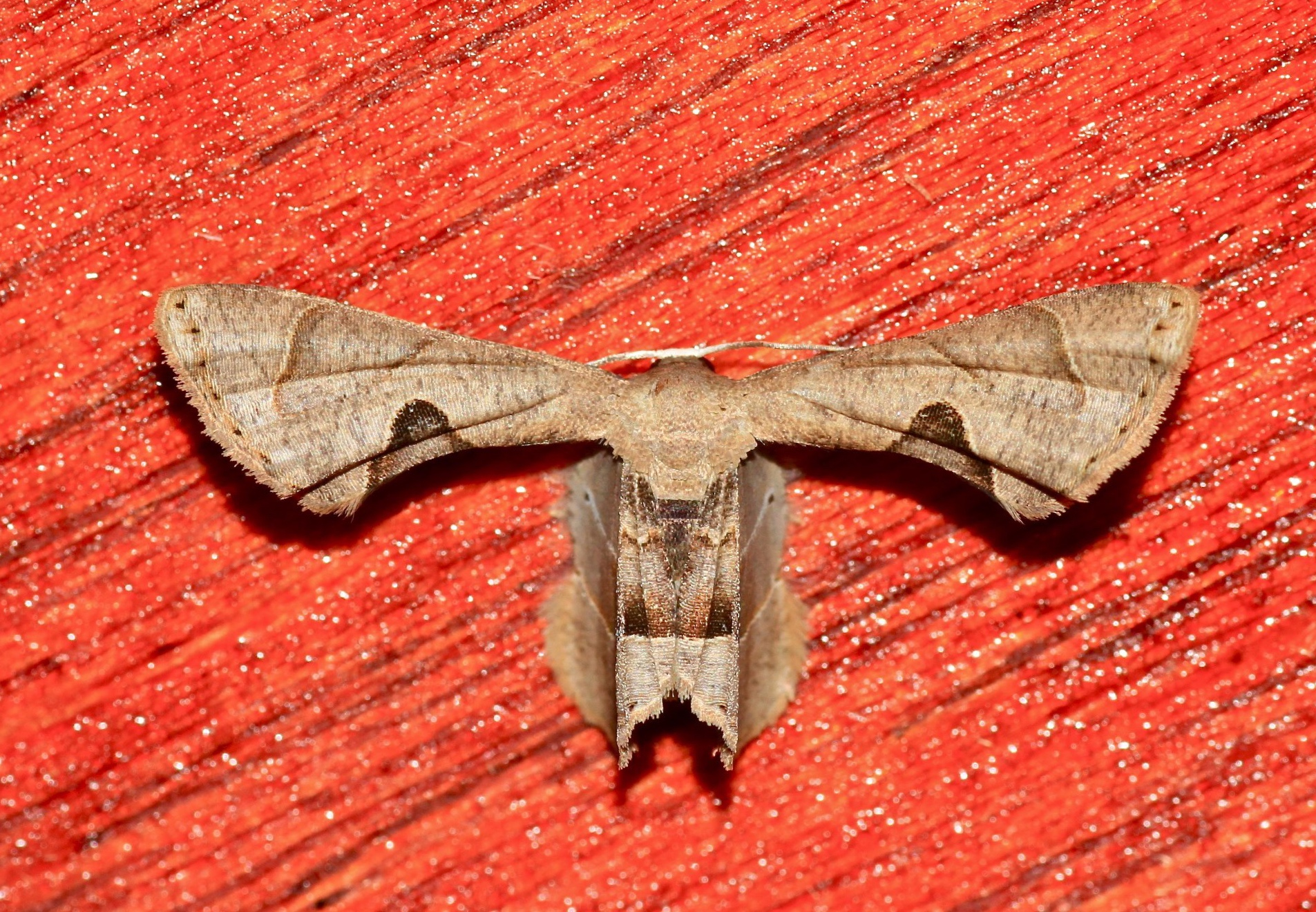
Phazaca unicaudoides, マレーシア
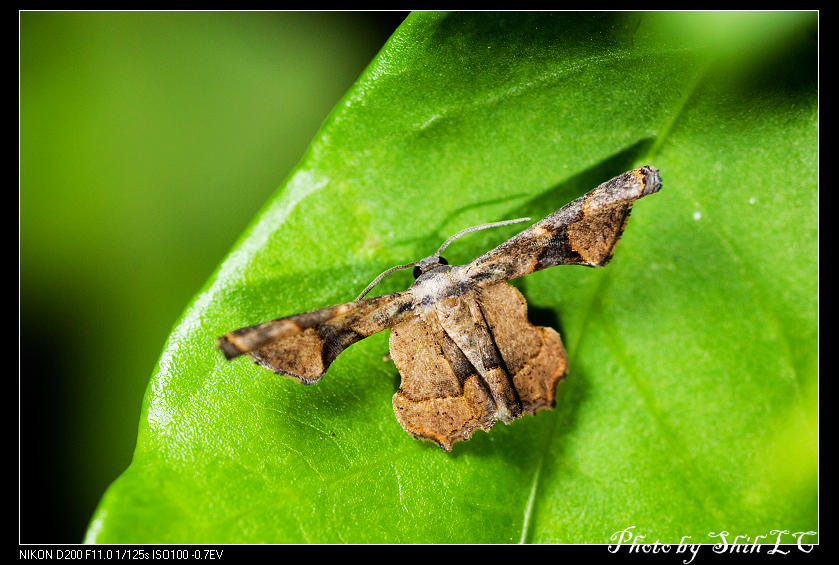
マルバネフタオ Monobolodes prunaria, 台湾
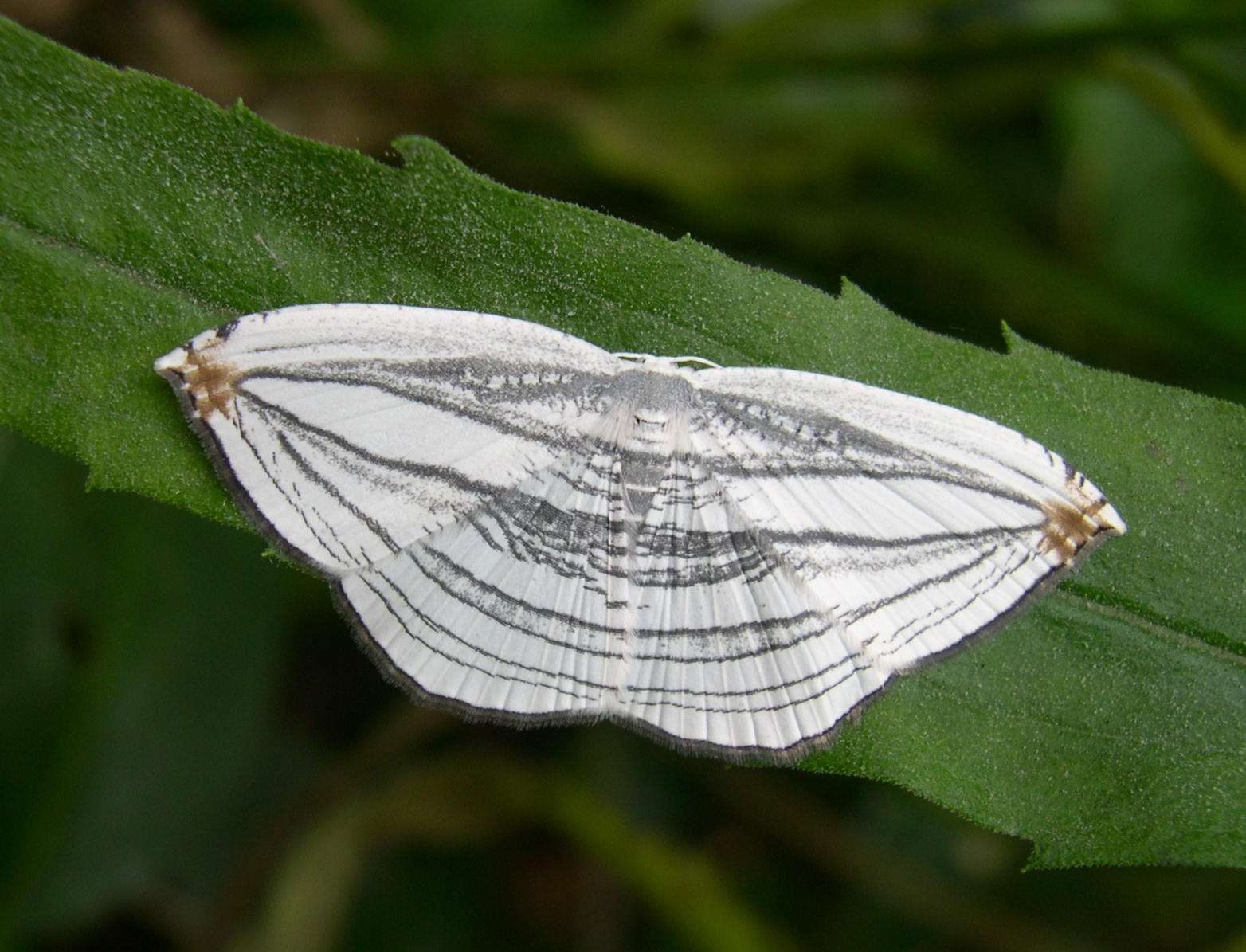
ギンツバメ Acropteris iphiata, 日本
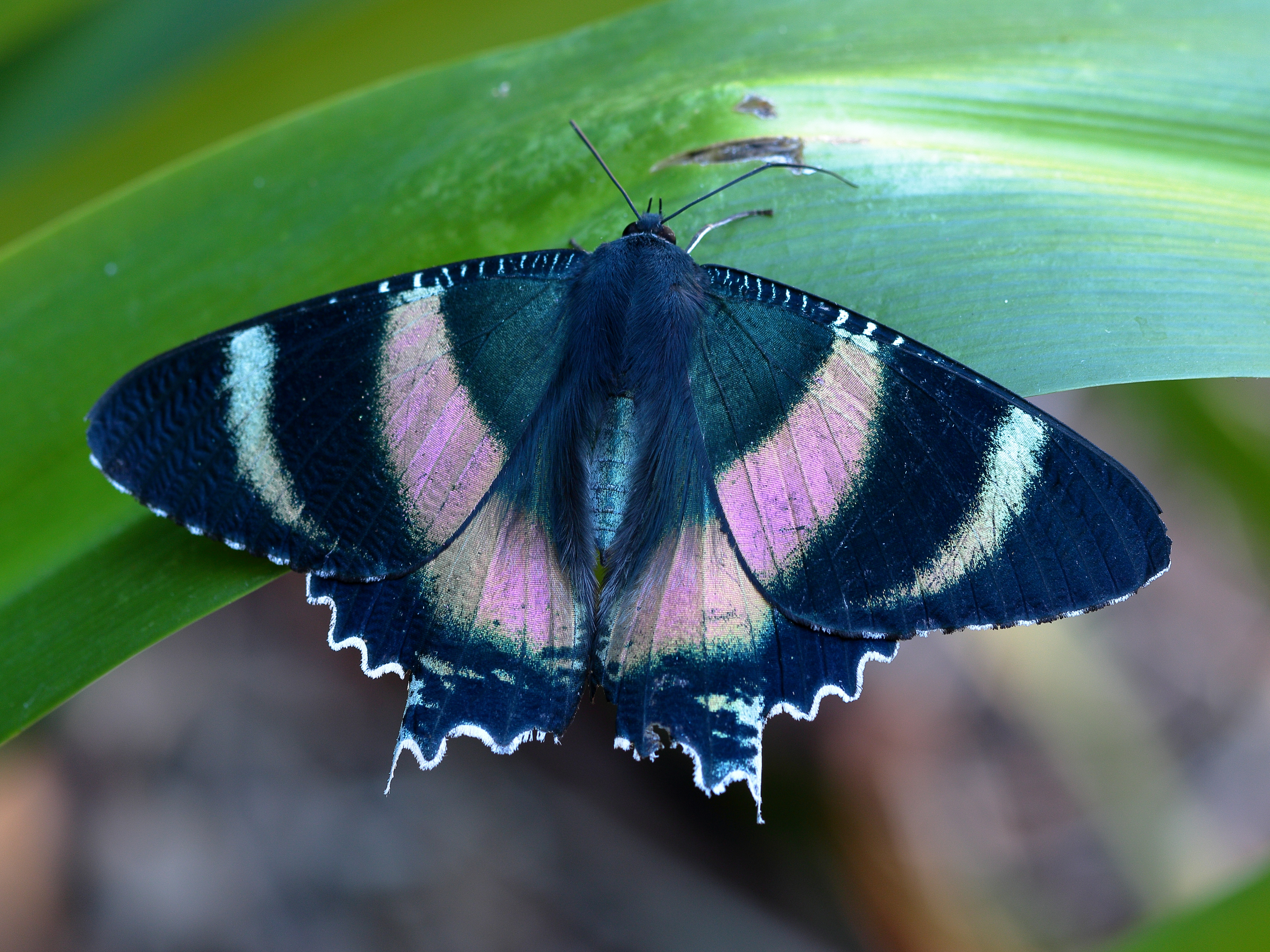
Alcides metaurus, オーストラリア
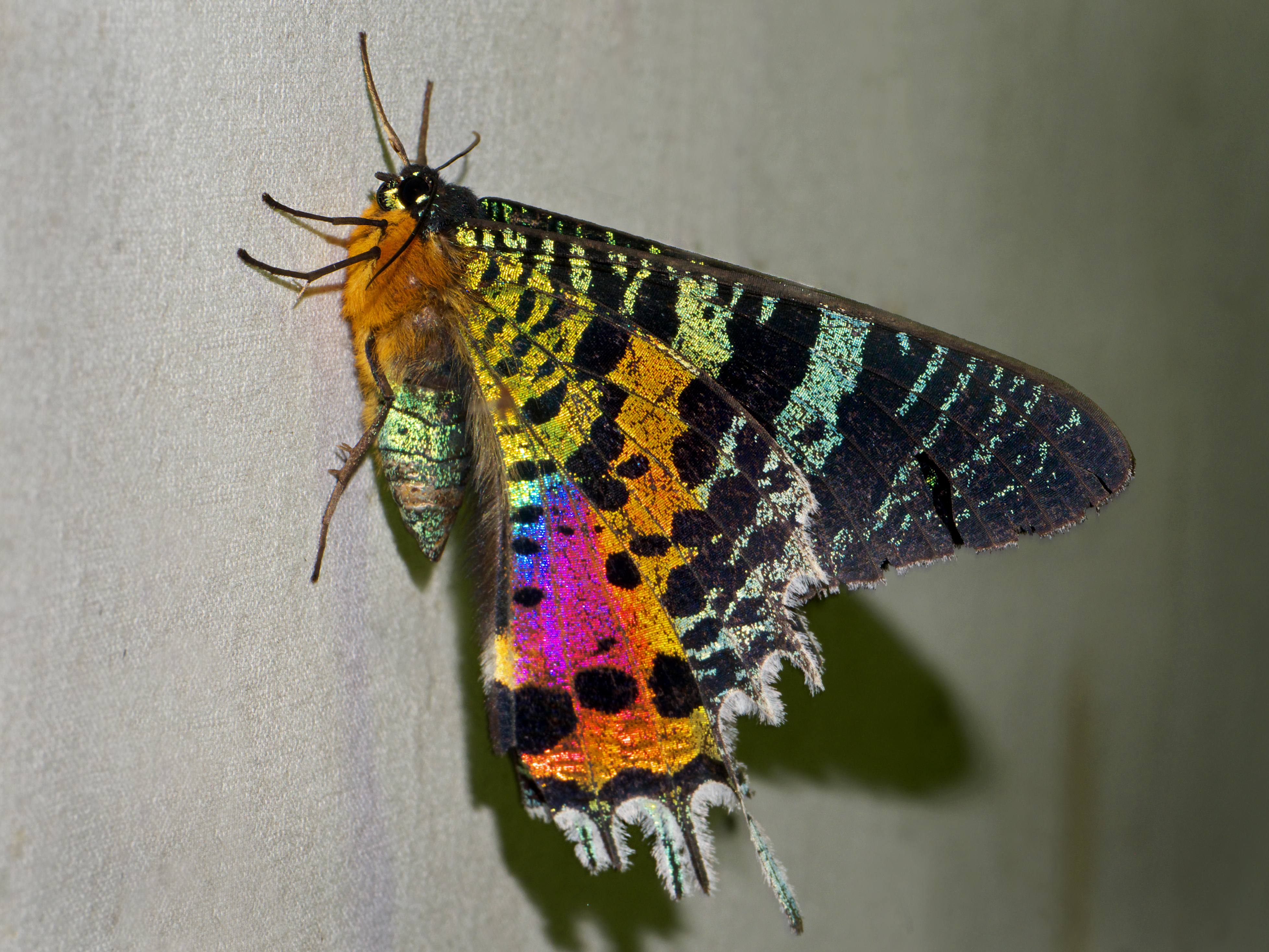
ニシキオオツバメガ C. rhipheus, マダガスカル
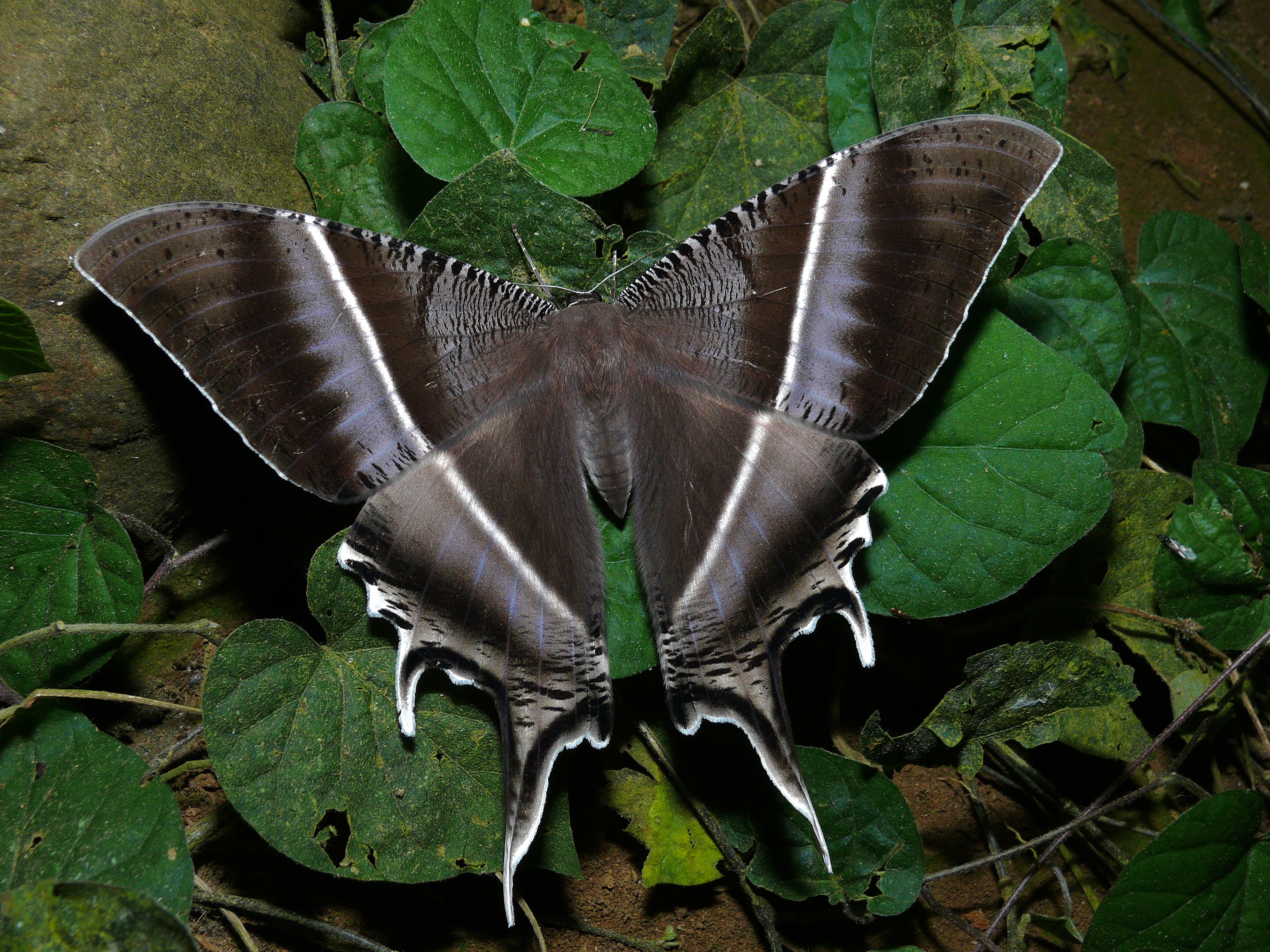
マサキオオツバメ L. zampa, マレーシア
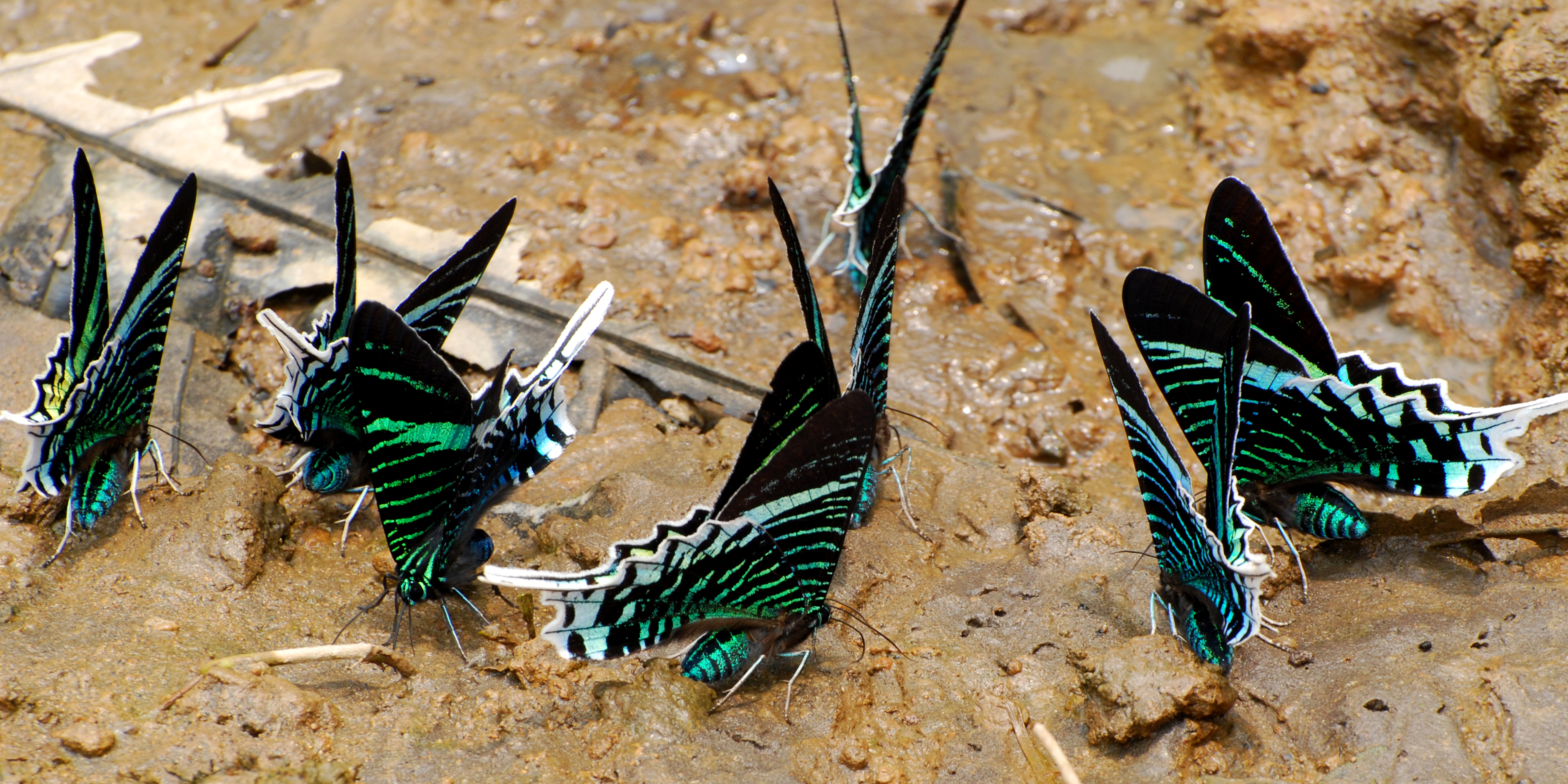
U. leilus, エクアドル. 地面から給水している
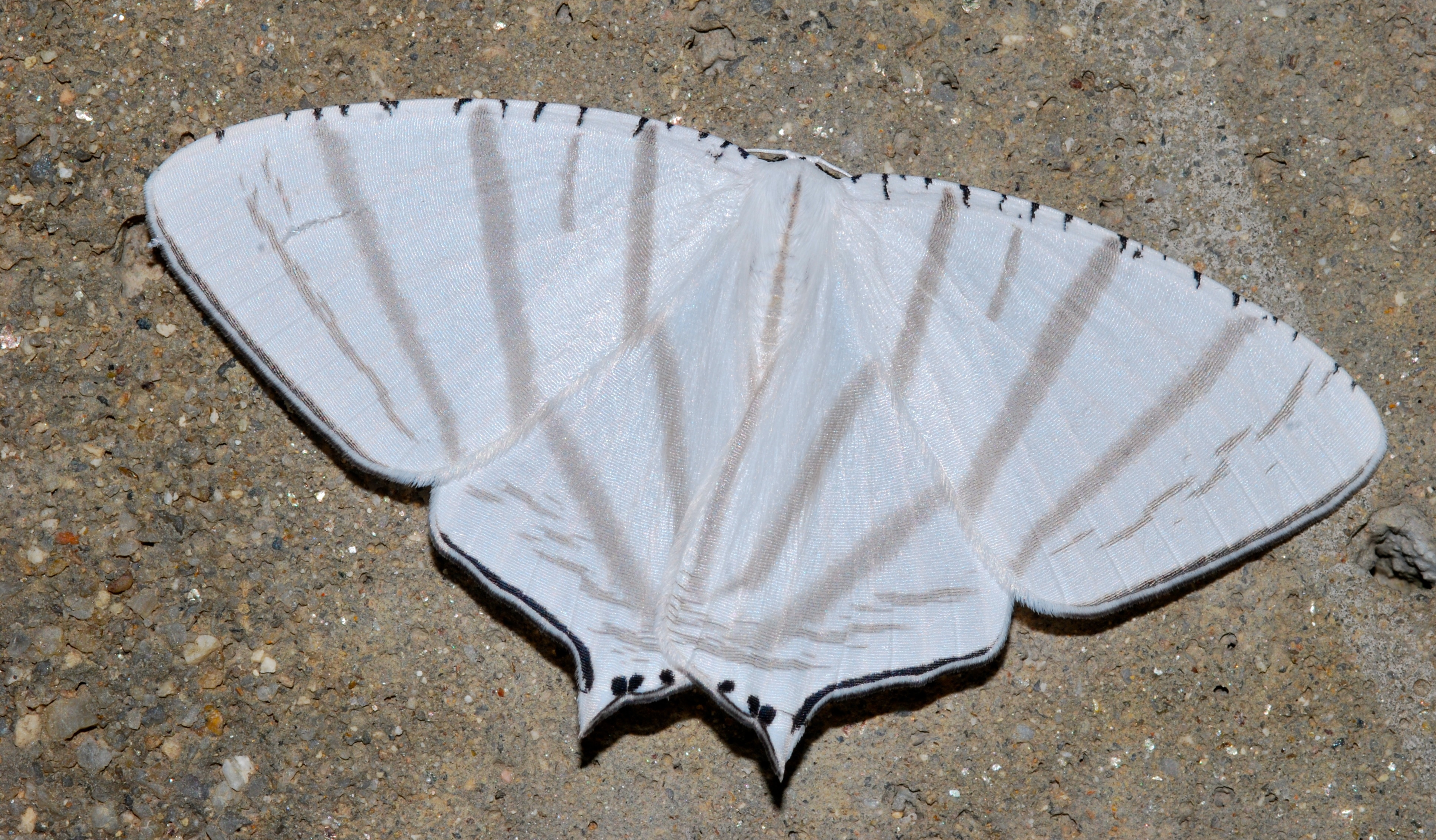
フトスジギンツバメ[13]Urapteroides astheniata, マレーシア

### 和文
- 馬田, 英典、矢田, 脩「マネシアゲハ属(Chilasa)(チョウ目,アゲハチョウ科)の比較形態学 Comparative morphology of the genus Chilasa (Lepidoptera, Papilionidae)」『蝶と蛾』第57巻第1号、2006年、34 - 42頁、doi:10.18984/lepid.57.1_34。

- 神保, 宇嗣 (2014-2021), List-MJ 日本産蛾類総目録 version 3β

- 杉, 繁郎（編）『日本産蛾類大図鑑以後の追加種と学名の変更』（2版）日本蛾類学会、2000年、6頁。

- 中村, 正直、吉安, 裕「ギンツバメの幼生期の形態と習性並びにそれらとフタオガ科に対する類似性」『蝶と蛾』第43巻第3号、1992年、211-216頁、doi:10.18984/lepid.43.3_211。

- 吉本, 浩「奇麗で大きなツバメチョウの仲間」『やどりが』第2000巻第186号、2000年、21-23頁、doi:10.18984/yadoriga.2000.186_21。

### 英文
- Holloway, Jeremy Daniel (1998). Part.8 Family Castniidae, Callidulidae, Drepanidae and Uraniidae. The Moths of Borneo. 8. Southdene

- Jain, Anuj; Tea, Yi-Kai (2020). “Mass emergence of the tropical swallowtail moth Lyssa zampa (Lepidoptera: Uraniidae: Uraniinae) in Singapore, with notes on its partial life history”. Tropical Lepidoptera Research 30 (1):  20-27. doi:10.5281/zenodo.3764165.

- Lees, David C.; Smith, Neal G. (1991). “Foodplant associations of the Uraniinae (Uraniidae) and their systematic, evolutionary, and ecological significance”. Journal of the Lepidopterists' Society 45 (4):  241-245.

- Minet, Joël (1994). “Un nouveau type d'organe tympanal chez les Uraniidae mâles (Lépidoptères)”. Comptes Rendus de l’Academie des Sciences. Serie 3. Sciences de la Vie 317 (12):  1089-1097. ISSN 0764-4469.

- Minet, Joël (2002). “The Epicopeiidae: phylogeny and a redefinition, with the description of new taxa (Lepidoptera: Drepanoidea)”. Annales de la Société entomologique de France (N.S.) 38 (4):  463-487. doi:10.1080/00379271.2002.10697355.

- Minet, Joël; Scoble, Malcolm J. (1998). “17. The Drepanoid/Geometroid Assemblage”. In Willy Kükenthal (Ed.). Teilband 35 Volume 1: Evolution, Systematics, and Biogeography. Handbuch der Zoologie. doi:10.1515/9783110804744.301. ISBN 9783110804744.

- Nazari, Vazrick; Schmidt, B. Christian; Prosser, Sean; Hebert, Paul D. N. (2016). “Century-Old DNA Barcodes Reveal Phylogenetic Placement of the Extinct Jamaican Sunset Moth, Urania sloanus Cramer (Lepidoptera: Uraniidae)”. PLOS ONE 11 (10):  e0164405. doi:10.1371/journal.pone.0164405.

- Sohn, Jae-Cheon; Yen, Shen-Horn (2005). “A Taxonomic Revision of the Korean Epipleminae (Lepidoptera: Uraniidae), with Phylogenetic Comments on the Involved Genera”. Zoological Studies 44 (1):  44-70.

- van Nieukerken, Erik J.; Kaila, Lauri; Kitching, Ian J.; Kristensen, Niels P.; Lees, David C.; Minet, Joël; Mitter, Charles; Mutanen, Marko et al. (2011). “Order Lepidoptera Linnaeus, 1758. In: Zhang, Z.-Q. (Ed.) Animal biodiversity: An outline of higher-level classification and survey of taxonomic richness”. Zootaxa 3148 (1):  212. doi:10.11646/zootaxa.3148.1.41. ISSN 1175-5334.

- Westwood, John Obadiah (1879). Observations on the Uraniidae, a family of lepidopterous insects, with a synopsis of the family and a monograph of Coronidia, one of the genera of which it is composed. Zoological Society of London. p. 508. doi:10.5962/bhl.title.9397